# 여천NCC
여천NCC는 대한민국의 석유화학산업 기초 원료 제조 및 판매 회사이다.

## 역사
1999년 대림산업(주)와 한화케미칼(주)에서 각사의 나프타분해시설(NCC)을 통합하여 설립했다. 여천NCC는 대한민국 NCC(Naphtha Cracking Center)업체로 원료인 나프타를 열분해하여 에틸렌 195만톤을 비롯하여, 프로필렌 111만톤, 벤젠, 톨루엔, 자일렌, 스티렌모노머, 뷰타다이엔 등의 각종 석유화학산업의 기초원료를 생산하여 국내외 시장에 공급하고 있다.
여천NCC(주)는 사업 구조조정을 통해 품목 전문화, 대형화, 핵심사업 집중화를 이룩하고 국제경쟁력을 강화함으로써 국내 NCC 대표기업으로 성장했다. The World Best Company를 지향하는 여천NCC(주)는 세계최고의 석유화학 제품생산과 끊임없는 연구개발을 통해 최첨단 화학기업으로 거듭나며 세계로 도약하고 있다. 새로운 화학세계의 개척과 인간의 행복한 생활 창조, The World Best Company 여천NCC가 이루어 가고있다. 2018년 기준 매출액은 대략 5조9천억원이다.
본사는 서울특별시 종로구 우정국로 26, B동 7층 (공평동, 센트로폴리스)에 있다.(우:03161) 
공장은 전라남도 여수시 여수산단3로 2 (평여동)에 있다.(우:59612)
평균 근속연수가 가장 긴 대한민국의 기업들 중 하나이다. 2007년 잡코리아 조사 결과 17.4년으로 집계되었다.

## 연혁
- 1979년 10월 - 대림산업(주) 제1나프타 분해공장 가동. 한화석유화학(주) 여천공장 준공.
- 1992년 10월 - 한화석유화학(주) 여천 나프타분해공장 준공.
- 1999년 12월 28일 - 대림산업(주)와 한화케미칼(주) 간의 NCC부문 통합 법인인 여천NCC(주) 출범.
- 2005년 12월 - SM공장 증설(14만 5천 톤)
- 2006년 12월 - 제1나프타분해공장 증설(34만 7천 톤)
- 2006년 12월 - 제1방향족공장 증설(4만 천 톤/BZ)
- 2006년 12월 - BD공장 증설(5만 톤)
- 2010년 6월 - 제3나프타분해공장 증설(5만 톤)
- 2015년 9월 - OCU공장 가동(14만 1천 톤)
- 2016년 7월 - C5공장 가동(IP 3만8천 톤)

## 본사 및 공장
- 본사 : 서울특별시 종로구 우정국로 26 센트로폴리스빌딩 B동 7층
- 여수1공장 : 전남 여수시 여수산단3로 2
- 여수2공장 : 전남 여수시 여수산단2로 46-20
- 여수3공장 : 전남 여수시 여수산단2로 220-62
- 여수4공장 : 전남 여수시 여수산단1로 472

## 경영 이념
2019년 '인화단결', '선진경영', '미래창조'를 경영이념으로 삼고 있다.